# Ministero dell'economia e delle finanze
Il Ministero dell'economia e delle finanze (MEF) è un dicastero del governo italiano. Ha il compito di controllare le spese pubbliche, le entrate dello Stato, nonché sovraintendere alla politica economica e finanziaria, oltre ai processi e agli adempimenti di politica di bilancio sul bilancio dello Stato.
L'attuale ministro è Giancarlo Giorgetti, in carica dal 22 ottobre 2022.

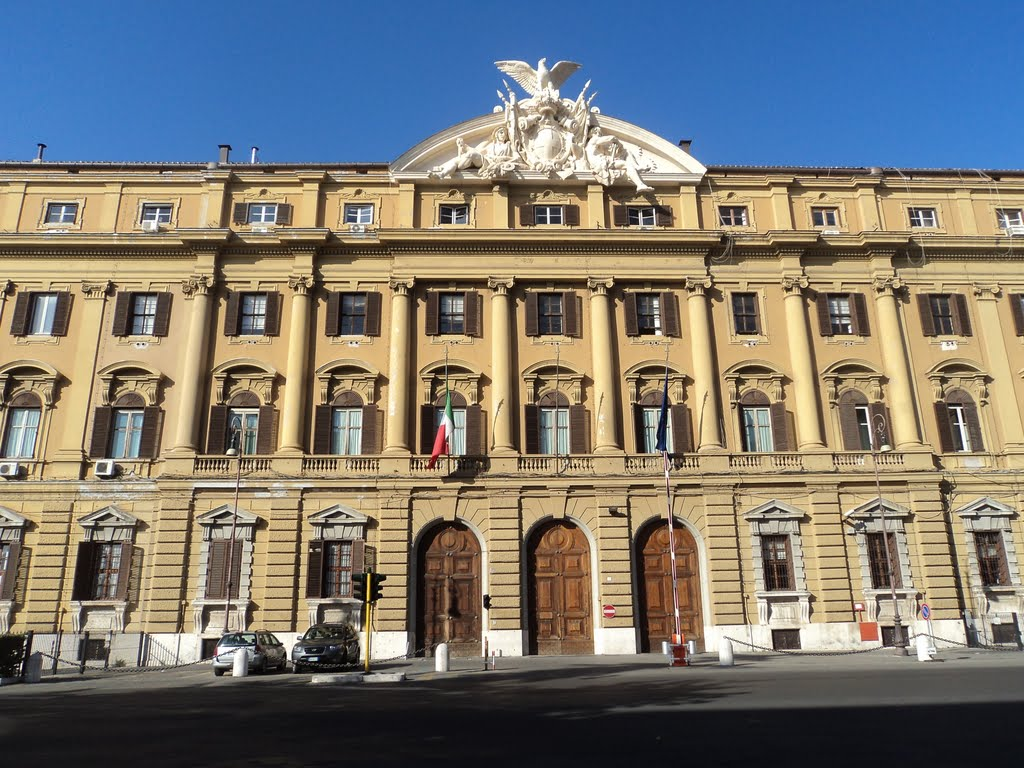
L'accesso di via Cernaia alla sede del MEF. Il pubblico può accedere solo dall'ingresso principale di via Venti settembre, 97.

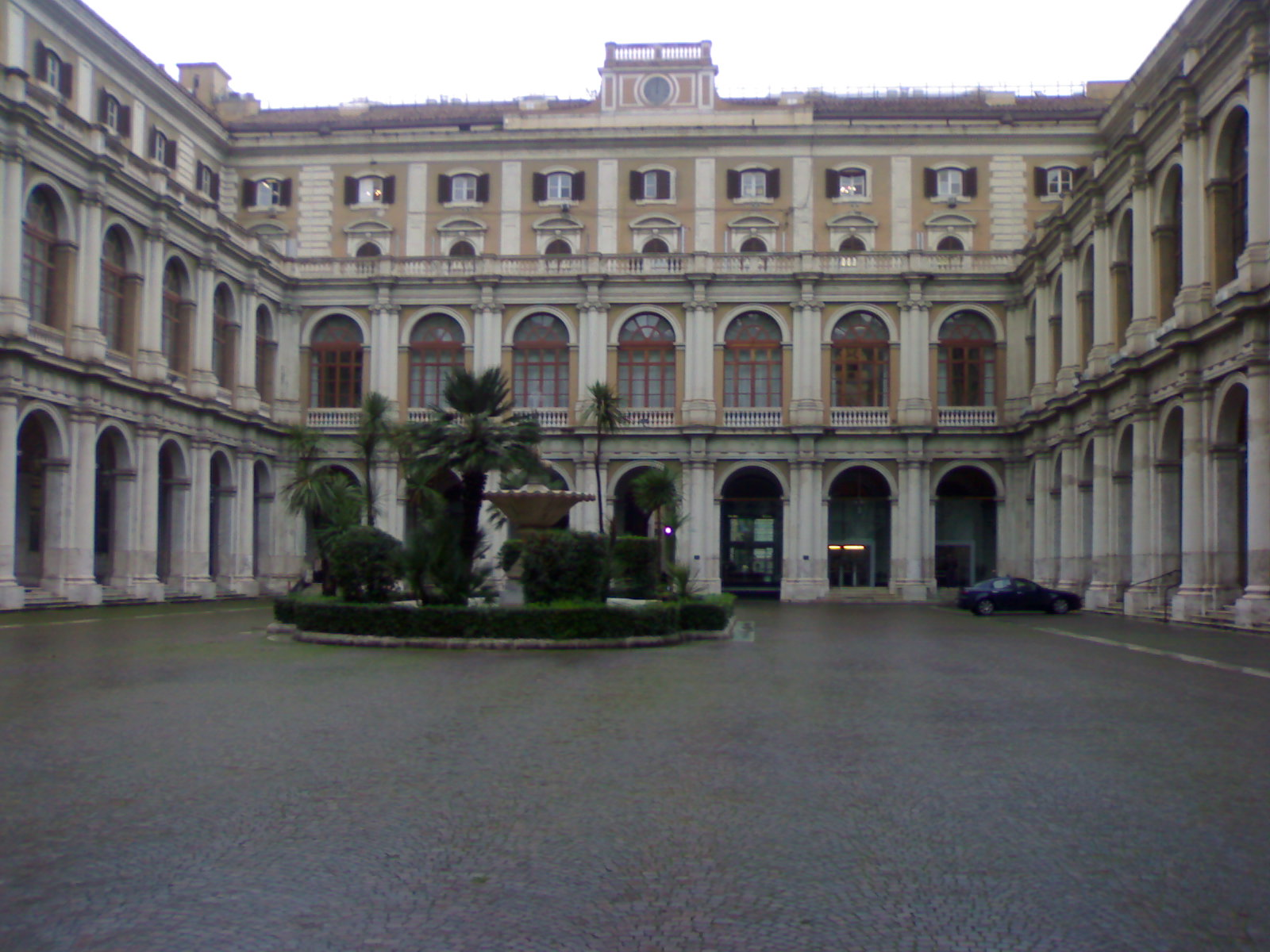
Il cortile centrale del Palazzo delle Finanze, sede del Ministero.

## Storia
Già nel 1947 il Governo De Gasperi III provò ad accorpare i preesistenti ministeri del Tesoro e delle Finanze, ma l'esperimento trovò forte opposizione politica per il largo potere concentrato nelle mani del ministro Pietro Campilli, e fu quindi rapidamente abbandonato per oltre cinquant'anni.
Dopo un primo riordino con la Legge 29 ottobre 1991, n. 358, sulla base della delega conferita dalla legge 15 marzo 1997, n. 59 venne emanato il Decreto legislativo 30 luglio 1999, n. 300 il quale unificò i ministeri economici, segnatamente il ministero delle finanze e il ministero del tesoro, del bilancio e della programmazione economica, a sua volta costituito nel 1998 dall'accorpamento tra il ministero del tesoro e il ministero del bilancio e della programmazione economica. Durante il governo Berlusconi II venne emanato il regolamento di attuazione con il Decreto del presidente della Repubblica 26 marzo 2001, n. 107, sancendo l'assorbimento nel Ministero dell'economia e delle finanze dei precedenti dicasteri: ovvero il Ministero del tesoro, del bilancio e della programmazione economica ed il Ministero delle finanze.
Nel 2001, appena divenuto operativo, il Ministero dell'economia e delle finanze si articolava in 5 dipartimenti:
- Dipartimento del tesoro;
- Dipartimento della Ragioneria generale dello Stato;
- Dipartimento per le politiche di sviluppo e coesione;
- Dipartimento dell'amministrazione generale, del personale e dei servizi del tesoro;
- Dipartimento per le politiche fiscali.

I primi quattro dipartimenti erano stati ereditati dal ministero del tesoro, del bilancio e della programmazione economica, mentre il quinto dipartimento costituiva l'unica struttura dipartimentale del ministero delle finanze. La disciplina organizzativa del dicastero fu poi riformata col d.lgs. 173/2003. A seguito della riorganizzazione operata dal DPR 43/2008, il dicastero venne ad articolarsi in 4 dipartimenti:
- Dipartimento del tesoro;
- Dipartimento della Ragioneria generale dello Stato;
- Dipartimento delle finanze;
- Dipartimento dell'amministrazione generale, del personale e dei servizi.

La successiva riorganizzazione avvenne con DPR 67/2013.

## Organizzazione

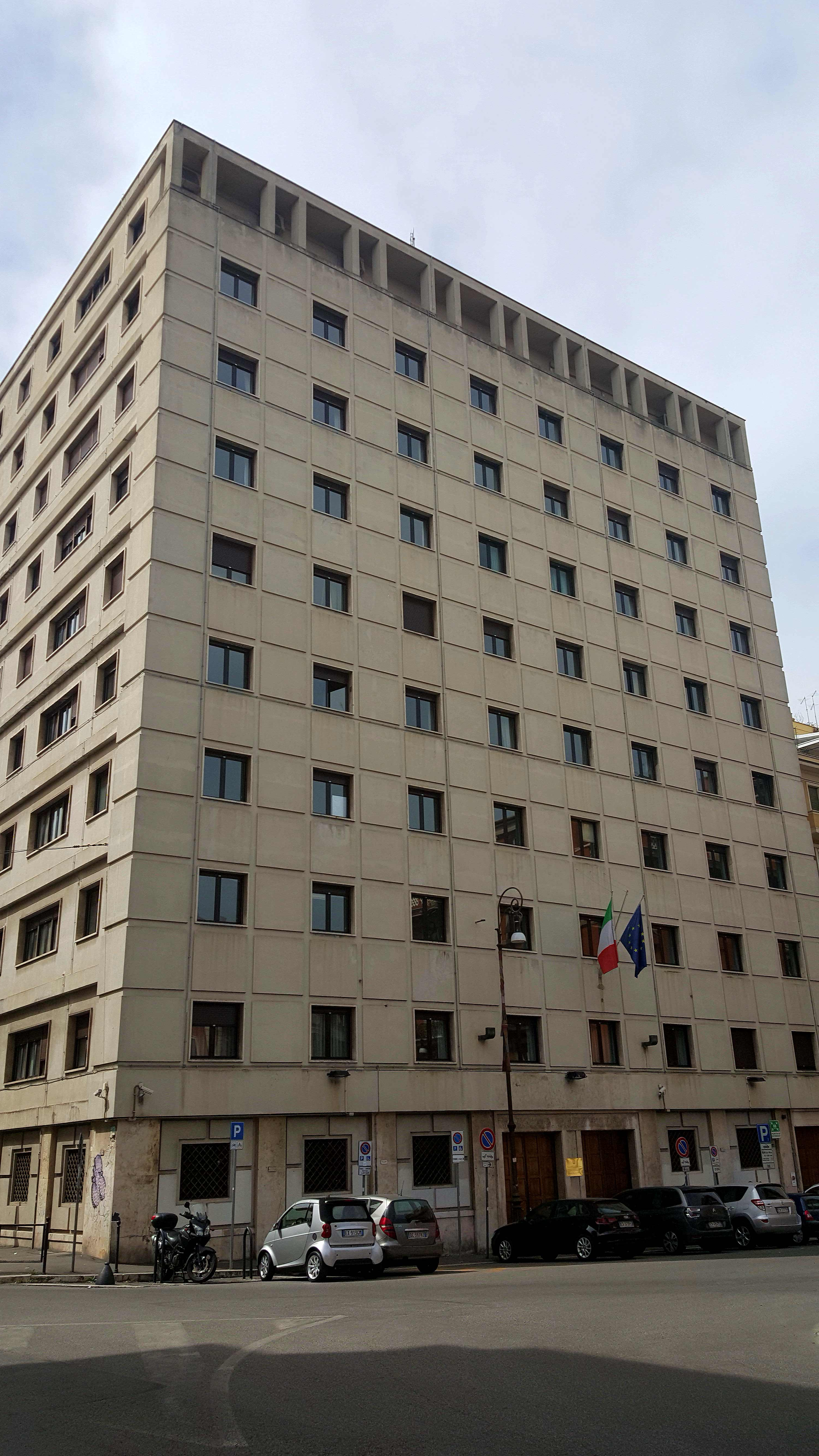
Direzione sistemi informativi e innovazione, a Roma, Piazza Dalmazia

Il dicastero ha una struttura centrale e territoriale alquanto complessa, frutto dell'accorpamento dei vecchi dicasteri e variamente rivisitata negli ultimi anni.

### Dipartimenti
Secondo la disciplina dettata dal Dpcm 103/2019, così come modificato dal Dpcm 161/2020 e dal Dpcm 125/2023, il Ministero è articolato nei seguenti dipartimenti:
- Dipartimento del tesoro;
- Dipartimento dell’economia;
- Dipartimento della Ragioneria generale dello Stato;
- Dipartimento delle finanze;
- Dipartimento della giustizia tributaria;
- Dipartimento dell'amministrazione generale, del personale e dei servizi.

A. Il Dipartimento del tesoro è articolato in 6 direzioni:
- Direzione I - Analisi e ricerca economico-finanziaria;
- Direzione II - Debito pubblico;
- Direzione III - Rapporti finanziari europei;
- Direzione IV - Rapporti finanziari internazionali;
- Direzione V - Regolamentazione e vigilanza del sistema finanziario;
- Direzione VI - Rapporti con gli investitori e le istituzioni finanziarie;

B. Il Dipartimento dell'economia è articolato in 3 direzioni:
- Direzione I – Interventi finanziari in economia;
- Direzione II – Partecipazioni societarie e tutela attivi strategici;
- Direzione III – Valorizzazione del patrimonio pubblico.

C. Il Dipartimento della Ragioneria generale dello Stato è articolato in:
1. Uffici centrali di livello dirigenziale generale;
2. Uffici centrali del bilancio;
3. Ragionerie territoriali dello Stato.

C1. Sono qualificati come uffici centrali di livello dirigenziale generale 11 Ispettorati Generali (IG), 2 Servizi e 2 Unità di missione:
- IG di finanza;
- IG del bilancio;
- IG per gli ordinamenti del personale e l'analisi dei costi del lavoro pubblico;
- IG per gli affari economici;
- IG per la finanza delle pubbliche amministrazioni;
- IG per i rapporti finanziari con l'Unione europea;
- IG per la spesa sociale;
- IG per l'informatica e innovazione tecnologica;
- IG per la contabilità e la finanza pubblica;
- IG per i servizi ispettivi di finanza pubblica;
- IG per il PNRR;
- Servizio studi dipartimentale;
- Servizio centrale per il sistema delle ragionerie e per il controllo interno dipartimentale;
- Unità di missione Next Generation EU (NG-EU);
- Unità di missione Analisi e valutazione della spesa.

C2. Gli uffici centrali del bilancio (UCB) sono istituiti presso ciascun Ministero:
- UCB presso il Ministero degli affari esteri e della cooperazione internazionale;
- UCB presso il Ministero dell'interno;
- UCB presso il Ministero della giustizia;
- UCB presso il Ministero della difesa;
- UCB presso il Ministero dell'economia e delle finanze;
- UCB presso il Ministero delle imprese e del made in Italy;
- UCB presso il Ministero dell'agricoltura, della sovranità alimentare e delle foreste;
- UCB presso il Ministero dell'ambiente e della sicurezza energetica;
- UCB presso il Ministero delle infrastrutture e dei trasporti;
- UCB presso il Ministero del lavoro e delle politiche sociali;
- UCB presso il Ministero della salute;
- UCB presso il Ministero dell'istruzione e del merito;
- UCB presso il Ministero dell'università e della ricerca;
- UCB presso il Ministero della cultura;
- UCB presso il Ministero del turismo

C3. Le ragionerie territoriali dello Stato costituiscono il sistema delle ragionerie.
D. Il Dipartimento delle finanze si articola in 6 direzioni:
- Direzione studi e ricerche economico-fiscali;
- Direzione legislazione tributaria e federalismo fiscale;
- Direzione agenzie ed enti della fiscalità;
- Direzione rapporti fiscali europei e internazionali;
- Direzione sistema informativo della fiscalità;

E. Il Dipartimento della giustizia tributaria è articolato in una direzione generale e in 2 direzioni centrali:
- Direzione I - Normativa, affari giuridici e magistrati;
- Direzione II - Sistemi informativi, statistica, organizzazione e bilancio.

F. Il Dipartimento dell'amministrazione generale, del personale e dei servizi si articola in 5 direzioni:
- Direzione per la razionalizzazione degli immobili, degli acquisti, della logistica e gli affari generali;
- Direzione dei sistemi informativi e dell'innovazione;
- Direzione del personale;
- Direzione della comunicazione istituzionale;
- Direzione dei servizi del tesoro.

### Uffici di diretta collaborazione
Secondo la disciplina dettata dal DPR 227/2003, sono uffici di diretta collaborazione del ministro:
- l'ufficio di gabinetto (nel cui ambito sono stati nominati un consigliere diplomatico, 6 consiglieri e un aiutante di campo);
- la segreteria del ministro;
- l'ufficio del coordinamento legislativo (articolato in due sezioni: «Ufficio legislativo-Economia» e «Ufficio legislativo-Finanze»);
- la segreteria tecnica del ministro;
- il portavoce e l'ufficio stampa;
- la segreteria e l'ufficio del viceministro;
- le segreterie dei sottosegretari di Stato;

### Altri uffici centrali
Infine, sempre nell'ambito del dicastero operano alcuni uffici ad ordinamento particolare:
- CUG - Comitato Unico di Garanzia per le pari opportunità, la valorizzazione del benessere di chi lavora e contro le discriminazioni;
- Comitato scientifico per la valutazione dell’impatto economico degli interventi del “Piano Transizione 4.0”;
- Comitato per gli indicatori di benessere equo e sostenibile;
- Comitato permanente di consulenza globale e di garanzia per le privatizzazioni;
- CICR - Comitato interministeriale per il credito e il risparmio;
- Comitato Edufin - Comitato per la programmazione e il coordinamento delle iniziative di educazione finanziaria;
- CPC - Comitato per i principi contabili;
- CIPESS - Comitato interministeriale per la programmazione economica e lo sviluppo sostenibile;
- Comitato permanente per il coordinamento delle attività in materia di finanza pubblica;
- Comitato permanente di indirizzo e coordinamento della fiscalità.

### Uffici territoriali
A livello periferico il Ministero è organizzato in Ragionerie Territoriali dello Stato (RTS), che dipendono organicamente e funzionalmente dal Dipartimento della Ragioneria generale dello Stato, ed esercitano nei confronti degli organi decentrati e degli uffici periferici delle amministrazioni dello Stato il controllo di regolarità amministrativa e contabile su tutti gli atti dai quali derivino effetti finanziari per il bilancio dello Stato, la vigilanza su enti, uffici e gestioni a carattere locale e le altre competenze necessarie per il funzionamento dei servizi. 
Sono inoltre presenti nei capoluoghi di provincia o di regione gli Uffici di Segreteria delle Corti di Giustizia Tributaria di Primo e di Secondo Grado, che dipendono dal Dipartimento della giustizia tributaria, e svolgono attività di preparazione dell'udienza e assistenza ai collegi giudicanti e attività amministrative proprie.
Fino al 28 febbraio 2011 esistevano anche le Direzioni territoriali dell'economia e delle finanze, o DTEF, che dipendevano organicamente e funzionalmente dal Dipartimento dell'Amministrazione Generale, del Personale e dei Servizi, ma con DM 23/12/2010 ne è stata stabilita la cessazione delle attività.
Le competenze delle DTEF sono state assorbite in gran parte dalle Ragionerie Territoriali dello Stato, ma non di tutto il personale, poiché una parte è passato all'Agenzia dei Monopoli.

## Le agenzie fiscali
In stretto coordinamento con il Ministro, ma del tutto autonome, sono le agenzie fiscali:
- Agenzia delle entrate, che si occupa dei tributi dello Stato (dal 2012 incorpora l'Agenzia del territorio, che gestisce i servizi catastali e cartografici, i servizi di pubblicità immobiliare, i servizi tecnici estimali e l'Osservatorio del Mercato Immobiliare);
- Agenzia del demanio, che si occupa dei beni demaniali dello Stato;
- Agenzia delle dogane e dei monopoli, che gestisce le accise e l'ambito doganale dello Stato, che dal 2012 incorpora anche l'Amministrazione autonoma dei monopoli di Stato (AAMS).
- Agenzia delle entrate-Riscossione, già nota come Gruppo Equitalia, nata nel 2017 dalla trasformazione delle società del gruppo in un unico ente pubblico economico, che si occupa della riscossione.

Le Agenzie hanno la propria sede centrale a Roma ed uffici periferici su tutto il territorio nazionale.

## La giustizia tributaria
Presso il Ministero ha sede il Consiglio di presidenza della giustizia tributaria, organo di autogoverno dei giudici tributari, con compiti simili al Consiglio superiore della magistratura. I giudici tributari operano presso le Corti di giustizia tributaria, hanno lo status di magistrati onorari e sono nominati dal Ministro dell'Economia e delle Finanze su designazione del Consiglio di Presidenza della Giustizia Tributaria. Il sistema viene superato con la legge 31 agosto 2022, n. 130, con la quale viene istituito il ruolo autonomo e professionale dei giudici tributari, con accesso mediante concorso pubblico per titoli ed esami.

## Funzioni
Ai sensi del d.lgs. n. 300/1999, esercita le funzioni e i compiti spettanti allo Stato in materia di politica economica, politica finanziaria e di bilancio, in relazione alla programmazione degli investimenti pubblici, coordinamento della spesa pubblica e verifica dei suoi andamenti, politiche fiscali e sistema tributario, demanio e patrimonio statale, catasto e dogane, programmazione, coordinamento e verifica degli interventi per lo sviluppo economico, territoriale e settoriale e politiche di coesione. Ha il compito precipuo di organizzare la formazione e gestione del bilancio dello Stato, compresi gli adempimenti di tesoreria e la verifica dei relativi andamenti e flussi di cassa, assicurandone il raccordo operativo con gli adempimenti in materia di copertura del fabbisogno finanziario, nonché alla verifica della quantificazione degli oneri derivanti dai provvedimenti e dalle innovazioni normative ed al monitoraggio della spesa, coordinandone e verificandone gli andamenti e svolgendo i controlli previsti dall'ordinamento.
Cura la programmazione economica e finanziaria, il coordinamento e la verifica degli interventi per lo sviluppo economico territoriale e settoriale e delle politiche di coesione, anche avvalendosi delle camere di commercio, industria, artigianato e agricoltura, con particolare riferimento alle aree depresse, esercitando a tal fine le funzioni attribuite dalla legge in materia di strumenti di programmazione negoziata e di programmazione dell'utilizzo dei fondi strutturali comunitari. In materia finanziaria, cura l'analisi del sistema fiscale e delle scelte inerenti alle entrate tributarie ed erariali in sede nazionale, comunitaria e internazionale, nonché alle attività di coordinamento.
La sua attività va coordinata con le agenzie fiscali, regolate da apposita convenzione, a cui il Ministero, per conto dello Stato, detta gli obiettivi da conseguire, e di cui nomina i vertici, ed inoltre può disporre dell'operato della Guardia di Finanza per il perseguimento di finalità e obiettivi previsti dalla legge, tramite il ministro da cui il corpo dipende direttamente.
Svolge inoltre compiti di vigilanza sugli enti, le attività e le funzioni relative ai rapporti con le autorità di vigilanza e controllo previsti dalla legge, ed è componente del Consiglio supremo di difesa.

## Partecipazioni
Le partecipazioni societarie dirette del Ministero sono, in ordine alfabetico:
1. Agenzia nazionale per l'attrazione degli investimenti e lo sviluppo d'impresa - Invitalia (100%) società in house del Ministero dello sviluppo economico
2. Amco (100%) opera nel settore finanziario, in particolare nel settore della gestione e del recupero di crediti deteriorati
3. ANPAL Servizi (100%)
4. Ales (100%) società in house del Ministero della cultura
5. Banca Monte dei Paschi di Siena (26,73%)
6. Cassa Depositi e Prestiti (83,86%)
7. Consap (100%) società in house del Ministero dell'economia e delle finanze
8. Consip (100%) società in house del Ministero dell'economia e delle finanze
9. Expo 2015 (40%)
10. ENAV (53,37%[8])
11. Enel (23,585%[9][10])
12. Eni (4,41%) di cui il 26,21% è partecipato da Cassa depositi e prestiti
13. EUR (90%)
14. Ferrovie dello Stato Italiane (100%[11])
15. Fondo Italiano d'Investimento (12,50%)
16. Gestore dei servizi energetici - GSE (100%)
17. INVIMIT SGR (100%)
18. Istituto Luce Cinecittà (100%)
19. Istituto Poligrafico e Zecca dello Stato (100%) società in house del Ministero dell'economia e delle finanze
20. ITA Airways - compagnia aerea di bandiera dell'Italia (59%)
21. Leonardo (30,20%[12])
22. MEFOP - Società per lo Sviluppo del Mercato dei Fondi Pensione (58,21%)
23. PagoPA (100%)
24. Poste italiane (64,26%) di cui il 35,00% è partecipato da Cassa depositi e prestiti
25. Rai (99,56%[13])
26. Rete Autostrade Mediterranee (100%) società in house del Ministero delle infrastrutture e dei trasporti
27. SACE (100%)
28. Sogei (100%) società in house del Ministero dell'economia e delle finanze
29. Sogesid (100%) società in house
30. SOGIN (100%)
31. Sport e salute (100%)
32. ST Holding (50%)
33. Eutalia (100%)

## Enti vigilati
Il MEF vigila sui seguenti Enti:
- la Cassa Ufficiali della Guardia di Finanza, ente di sostegno previdenziale ed assistenziale degli ufficiali appartenenti al Corpo della Guardia di Finanza;
- il Fondo di previdenza per il personale appartenente ai ruoli di ispettori, sovrintendenti, appuntati, finanzieri della Guardia di Finanza, ente di sostegno previdenziale per il personale del Corpo della Guardia di Finanza, ad esclusione degli ufficiali;
- il Fondo di previdenza per il personale dell'ex Ministero delle Finanze, ente di sostegno previdenziale per gli appartenenti all'ex dicastero delle Finanze, incorporato dal 2001 nel MEF;
- l'Istituto di studi e analisi economica, ente di ricerca nel campo giuridico-economico.

## Riferimenti normativi
- Decreto del Presidente del Consiglio dei Ministri 26 giugno 2019, n. 103 - Regolamento di organizzazione del Ministero dell'economia e delle finanze.
- Decreto ministeriale 30 settembre 2021 - Individuazione e attribuzioni degli Uffici di livello dirigenziale non generale dei Dipartimenti del Ministero dell'economia e delle finanze.